# Баранувский замок

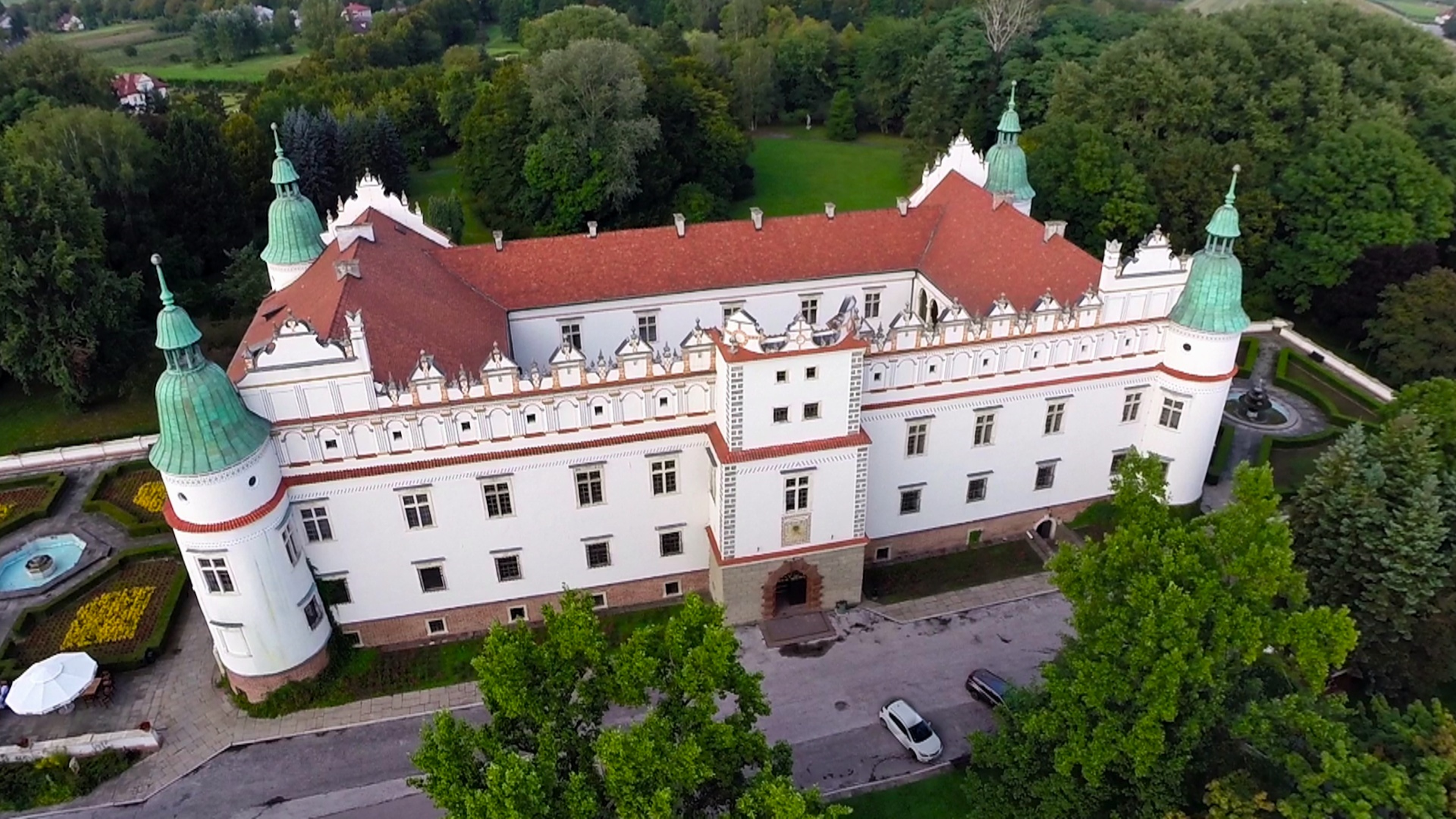
Замок с садом

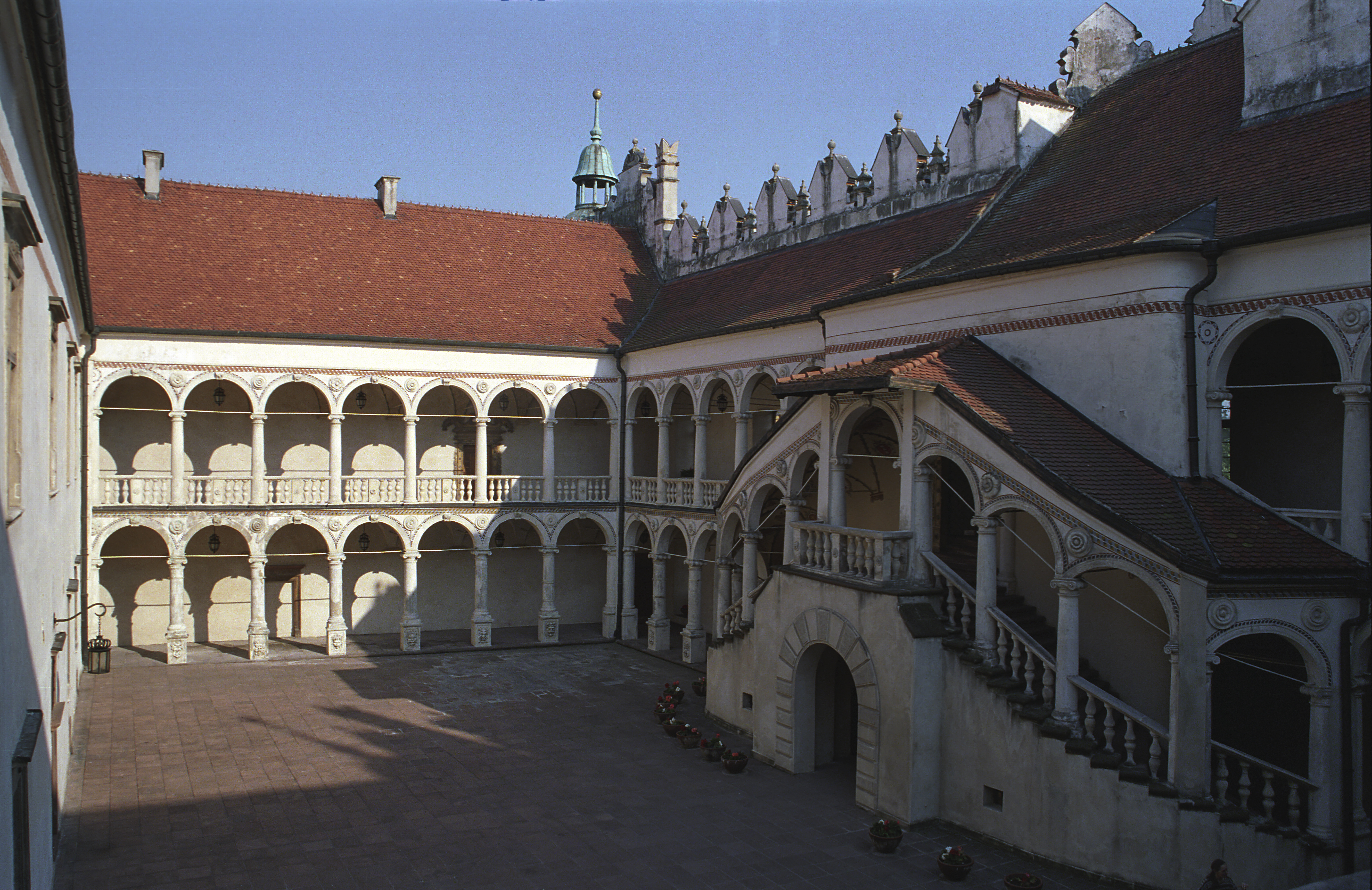
Живописные маньеристские галереи двора замка

Баранувский замок (в туристических буклетах Малый Вавель) — ренессансная резиденция в польском городе Баранув-Сандомерский. Один из главнейших памятников маньеризма в стране. Исторически был резиденцией Любомирских. В настоящее время в нём размещены музей, отель и конференц-центр.

## История
Замок был выстроен примерно в 1591—1606 годах для семьи Лещинских в стиле польского маньеризма. Автором считается итальянский архитектор Санти Гуччи, работавший при дворе Стефана Батория. В 1620 замок был окружён бастионными фортификациями, а в 1625 украшен в стиле раннего барокко. Последнее выполнил выдающийся специалист по стукко Джованни Баттиста Фалькони.
К концу XVII века замок через брак перешёл в собственность к Любомирским и был перестроен голландским архитектором Тильманом ван Гамереном. Затем им владели поочередно представители нескольких польских родов. В 1867 году замок купил Феликс Доланьский, потомки которого владели усадьбой до начала Второй мировой войны.
Замок пострадал во время боевых действий 1940-х гг. В 1959—1969 годах проведена комплексная реставрация с возвращением замку предполагаемого вида начала XVII века. Курировал работы профессор Альфред Маевский.